# Renovado
Renovado es el noveno álbum de estudio y la decimotercera producción del cantante colombiano de rock cristiano Alex Campos.
El álbum se caracteriza por ser una recopilación de canciones (a excepción de una) que fueron presentadas en anteriores álbumes, donde se destaca la variedad de arreglos musicales en dichas canciones, con diferentes ritmos entre rock, reguetón, clásica y pop. Están «Tiempo de la Cruz» y «Mi vida» de Tiempo de la Cruz, «Vivir con Él» de Al taller del Maestro, «Pinta el mundo» de Como un niño, «Cielo perdido» de El sonido del silencio, «Te quiero» de Cuidaré de ti..., «Busco» y «Te puedo sentir» de Te puedo sentir. El sencillo «Hombre de fe» fue parte de la banda sonora de la película "Hombre de fe". 
El álbum fue nominado en cuatro categorías de los Premios Arpa 2022, obteniendo finalmente Compositor del año.

## Lista de canciones
| N.º | Título              | Duración |  |
| 1.  | «Vivir con Él»      | 4:35     |  |
| 2.  | «Cielo perdido»     | 3:49     |  |
| 3.  | «Tiempo de la Cruz» | 4:05     |  |
| 4.  | «Mi vida»           | 3:55     |  |
| 5.  | «Busco»             | 2:56     |  |
| 6.  | «Pinta el mundo»    | 4:19     |  |
| 7.  | «Hombre de fe»      | 4:09     |  |
| 8.  | «Te puedo sentir»   | 4:18     |  |
| 9.  | «Te quiero»         | 3:29     |  |